# 小行星4698
小行星4698（英語：4698 Jizera）是一颗围绕太阳公转的小行星。1986年9月4日，安東寧·姆爾科斯在克列特发现了此天体。
这颗小行星的绝对星等为285.80842等。